# Sheriff Sinyan
Sheriff Sinyan (* 19. Juli 1996 in Oslo, Norwegen) ist ein norwegisch-gambischer Fußballspieler. Er ist ein gelernter Innenverteidiger und spielt bei Odds BK. Im Jahr 2019 bestritt er einige Länderspiele für Gambia.

## Karriere

### Verein
Geboren und aufgewachsen in Norwegen, begann Sinyan mit dem Fußballspielen bei Oppsal IF, bevor er über Holmlia Fotball in die Jugend von Lillestrøm SK wechselte. Im Trikot von Holmlia absolvierte er im Jahr 2013 als 16- und 17-jähriger seine ersten Einsätze im Erwachsenenfußball, als er in der vierten norwegischen Liga neun Spiele absolvierte. Dabei gelangen ihm drei Tore. Sein erstes Spiel war die 1:5-Niederlage am 5. Juli 2013 gegen Flisa Fotball. Nach seinem Wechsel zu Lillestrøm SK spielte er noch im Nachwuchs, bevor er im Juli 2016 im Alter von 19 Jahren sein Debüt in der Tippeligaen gab. Zur Saison 2020 folgte der Wechsel zu Molde FK, wo Sinyan der Durchbruch gelang. So etablierte er sich in der Innenverteidigung und absolvierte 19 Einsätze. Molde FK, in der Saison 2019 Meister geworden, musste sich zum Ende der Spielzeit mit der Vizemeisterschaft hinter dem Überraschungsmeister FK Bodø/Glimt begnügen. Nach drei Jahren bei Molde, in denen er der in der Saison 2021 mit dem Team den norwegischen Pokal gewann, wechselte Sinyan im Sommer 2023 in die erste tschechische Liga zu Slavia Prag. Bereits ein Jahr später kehrte er nach Norwegen zurück und schloss sich Odds BK an.

### Nationalmannschaft
Im Juli 2019 debütierte Sinyan beim 1:0-Sieg im Freundschaftsspiel in Marrakesch gegen Marokko für die Nationalmannschaft von Gambia.